# Lobaegis fuliginosa
Lobaegis fuliginosa är en stekelart som först beskrevs av Brulle 1846.  Lobaegis fuliginosa ingår i släktet Lobaegis och familjen brokparasitsteklar. Inga underarter finns listade i Catalogue of Life.